# Wahlenbergfjorden

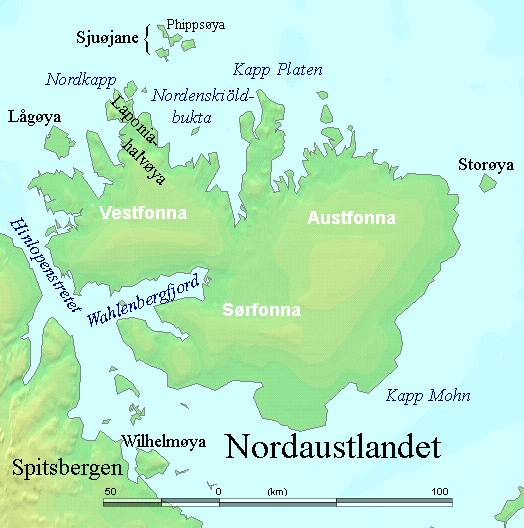
Il Wahlenbergfjorden sulla mappa.

Il Wahlenbergfjorden è un fiordo situato nel sud-ovest dell'isola di Nordaustlandet, facente parte dell'arcipelago delle isole Svalbard, in Norvegia. Il fiordo è lungo 46 chilometri e largo 15 chilometri, ed è il quinto fiordo dell'arcipelago per lunghezza, e il più lungo dell'isola. Il fiordo di Wahlenbergfjorden si trova alle coordinate geografiche 79°40′N 20°00′E. La foce del fiordo di Wahlenbergfjorden si trova sull'Hinlopenstretet, lo stretto che separa l'isola di Spitsbergen, la più estesa dell'arcipelago, dall'isola di Nordaustlandet.